# Московский акционизм
Московский акционизм — художественные высказывания политического и социального характера, проводимые в Москве с начала 1990-х годов.  Акции отличались радикальностью и провокационностью. Художники часто использовали обнаженные тела, кровь и сцены полового акта, а порой устраивали беспорядки на улицах или провоцировали полицейских.
У акционистов отсутствовала единая идеология, но акция всегда подразумевала асоциальный поступок, совершенный в публичной среде и провоцирующий публику на действие или обсуждение вопроса.

## История акционизма
Московский акционизм зарождается в 1991 году. До этого подобные акции были просто невозможны: художники еще не нашли способ внедряться в городскую среду. Выделяют три волны московского акционизма.

### Первая волна
Все началось с акции «Э.Т.И. — текст» движения Э.Т.И. в апреле 1991 года. Перформеры выложили слово «хуй» из своих тел на Красной площади. Заканчивается первая волна, когда в 1999 году акционистам удается вмешаться в реальную политику акцией «Против всех». В декабре этого года члены групп «Радек» и «З.А.И.Б.И.» вбежали на Мавзолей Ленина и растянули на нем транспарант «Против всех».

### Вторая волна
Начало ей положили акции группы «Война», например, «Ебись за наследника Медвежонка» во время предвыборной президентской кампании 2008 года. Завершается вторая волна тюремным заключением участниц группы «Пусси Райот» после «Панк-молебна» в Храме Христа Спасителя в 2012 году.
«Акционизма не существовало в России на протяжении двух сроков Путина, и только в ходе президентских выборов 2008 совершила свои первые акции группа «Война». Если акционисты первой волны радикализировались телесно, интеллектуально и политически, то акционисты второй волны не писали ни манифестов, ни теоретических, литературных или поэтических текстов. Их радикализм прирастал брутальностью и дошел до поджога автозака на территории отделения милиции в 2011 году».

### Третья волна
Длится с 2012 года по настоящий момент (статья написана в 2019 году).
Этот период отличается от предыдущих тем, что акции могут длиться месяцами, а в центре оказывается процесс коммуникации и взаимодействие с медиа. Предыдущие акции были единоразовыми и кратковременными, а акцент делался на саму фигуру художника. Кроме того, акционисты первой и второй волн высказывались от своего лица, а участники третьей отстаивают права угнетенных.

### Институты
Московский акционизм не предполагал наличия никаких институций. Однако периодически возникали временные организации, например, «Галерея в Трёхпрудном переулке, Школа современного искусства» Тер-Оганьяна и «Мастерская визуальной антропологии», организованная редактором «Художественного журнала» Виктором Мизиано. Кроме того, акционисты часто объединялись в различные группировки, коллективы и движения.

### Методы
Ольга Грабовская проанализировала методы политической борьбы, применявшиеся этими художниками, выделив среди них шесть основных: экспроприация публичного пространства, профанация, провокация, аффективный жест, телесность и трансгрессия. Она же рассматривает любой жест акционистов как политический вне зависимости от их цели и места «преступления».

## Акции и перфомансы

#### «Э.Т.И. — текст» (1991)
На Красной площади акционисты движения Э.Т.И., критики, арбатские панки и случайный прохожий написали своими телами знаменитое обсценное слово русского языка, состоящее из трех букв. Один из участников Анатолий Осмоловский сказал, что «акция была приурочена к «Закону о нравственности», с которым мы были на тот момент совершенно не согласны. Он вышел 15 апреля 1991 года, по нему запрещалось ругаться матом в общественных местах — за это теперь полагалось 15 суток». Акция как бы стирала грань между сакральным и бытовым, государственным и общественным. На акционистов было заведено уголовное дело за хулиганство, однако благодаря поддержке художественного сообщества им удалось избежать наказания.

#### «Первая перчатка» (1995)
Первого февраля Александр Бренер вышел на Лобное место на Красной площади в боксерских трусах и перчатках и, боксируя, стал кричать «Ельцин, выходи!». По его словам, это была реакция на начатую президентом войну в Чечне.

#### «Баррикада» (1998)
Это одна из самых многочисленных акций в Москве. Около трехсот участников: прохожих, художников и активистов — перекрыли движение на Большой Никитской улице пустыми коробками и скандировали лозунги «Запрещено запрещать!», «Вас обманывают!», «Вся власть воображению!» и т.д. Она была посвящена 30-летию студенческой революции 1968 г. во Франции. Цель — исследовать потенциал акционизма и нестандартных технологий политической борьбы.

#### «Юный безбожник» (1998)
Знаменитый перформанс Авдея Тер-Оганьяна на выставке «Арт-Манеж-98»: рубка топором икон «Спас Нерукотворный», «Владимирская Божья Матерь» и «Спас Вседержитель». По словам куратора «Арт-Манежа» Елены Романовой, таким образом художник противопоставил своё видение мира ортодоксальному христианству. А сам художник пояснял, что своей акцией он исследовал, обеспечивает ли художественное пространство свободное обращение с образами или они ещё остаются под контролем традиционных институтов даже в формально демократической и светской России. Перформанс был прекращён по требованию возмущённых зрителей, а на Тер-Оганьяна возбудили уголовное дело по статье «Возбуждение национальной, расовой или религиозной вражды», которое было закрыто в 2010 году, предположительно по истечении срока давности.

#### «Против всех» (1999)
На выборах в Мосгордуму из избирательных бюллетеней была исключена графа «Против всех». Группа активистов «Внеправительственная Контрольная комиссия» во главе с Анатолием Осмоловским отнеслась к этому как к нарушению гражданских прав и в знак протеста вывесили плакат с надписью «Против всех» на Мавзолее Ленина. По словам участников, за этим последовали обыски и давление спецслужб.

#### «Не верь глазам» (2000)
Во дворе института культурологии Минкульта РФ акциониста Олега Мавроматти прибили гвоздями к кресту, а на спине вырезали надпись «Я не сын бога». Эта акция должна была десакрализовать боль и физическое страдание.

#### «Ебись за наследника Медвежонка» (2008)
Организованный арт-группой «Война» одновременный секс нескольких пар в биологическом музее стал одной из самых радикальных и нашумевших московских акций. Перфоманс состоялся накануне президентских выборов 2008 года. По словам активистов, в момент, когда Владимир Путин объявил о том, что его преемник — никому не известный на тот момент Дмитрий Медведев, «страну действительно поимели», а они — перевели это на язык современного искусства.

#### «Памяти декабристов (ПэДэ)» (2008)
Акция организована арт-группой «Война». В одном из магазинов «Ашан» к потолку отдела электроосветительных приборов подвешены пять человек: трое трудовых мигрантов и двое представителей сексуальных меньшинств. Акция сложна для интерпретации, потому что затрагивает этические проблемы отношения к меньшинствам и использования их изображений в медиа. Поэтому вопрос «Войны» звучит так: «Можно ли с помощью определенной аранжировки и постановки изображения достигнуть в медиа такой же свободы обращения с образом, какая существует у западных художников в рамках маркированного художественного пространства?»

#### «Х*й в плену у ФСБ» (2010)
Участники арт-группы «Война»  нанесли изображение фаллоса на разводной пролет Литейного моста, вставший напротив центрального офиса ФСБ в Санкт-Петербурге. Работа получила премию «Государственного центра современного искусства» не только из–за острого звучания на фоне нарастающего конформизма художественной среды, не только из–за высокого уровня критичности и смелости. После этого участники группы передали премию в размере 400 000 рублей правозащитной группе «Агора» для поддержки политзаключённых.

#### «Лобзай мусора» (2011)
Участницы арт-группы «Война» целовали сотрудниц милиции в общественном транспорте. Поводом послужила публикация закона «О полиции» 1 марта 2011 г.

#### «Богородица, Путина прогони!» (2012)
21-го февраля участницы «Pussy Riot» исполнили панк-молебен в Храме Христа Спасителя. После перформанса две из его исполнительниц —  Надежда Толоконникова и Мария Алёхина — были приговорены к двум годам лишения свободы по статье «Хулиганство» и освобождены в декабре 2013 года по амнистии, за два месяца до официального окончания срока заключения. Акция вызвала большой резонанс в медиа-пространстве, вплоть до съемок фильма об этих событиях. Она до сих пор является единственным прецедентом акционизма, публично прокомментированным президентом.

#### «Угроза» (2015)
Пётр Павленский совершил поджог двери в главное здание ФСБ. «Совершая поджог, художник хотел осветить свой путь и рассеять мрак, скрывающий функционирование этого учреждения». Но акция на этом не закончилась: находясь под стражей, он пригласил секс-работниц на заседание суда в качестве свидетелей, превратив процесс в театральную постановку.

#### «Не бойся» (2015)
Июньская акция Катрин Ненашевой в поддержку заключённых женщин. Она в течение тридцати дней ходила по Москве одетая в тюремную робу, а в финальный день на Красной площади в нескольких шагах от Кремля её соратница Анна Боклер обрила голову Катрин налысо. Девушки не успели закончить перформанс, так как были задержаны и заключены под арест на трое суток.

#### «Тихий пикет» (2016)
В марте Дарья Серенко начала бессрочную акцию, во время которой участники  выходили в публичное пространство с плакатами с различными надписями: от рисунков и стихов до политических слоганов и статистических данных. Они затрагивают все аспекты жизни: от лично пережитого до социально-политических вопросов, особенно темы феминизма, ЛГБТК-сообщества, дискриминации. Результаты взаимодействия с прохожими и пассажирами затем описываются в отчетах, размещенных в социальных сетях. Через хэштег #тихийпикет участие в акции становится доступным каждому.

#### «Милиционер вступает в игру» (2018)
15 июля 2018 во время финального матча Чемпионата мира по футболу между Францией и Хорватией в полицейской форме на поле выбежали участники Pussy Riot Ольга Курачева, Ольга Пахтусова, Ника Никульшина и Петр Верзилов. Своей акцией они требовали освободить всех политических заключенных, не сажать за лайки, прекратить незаконные аресты на митингах, допустить политическую конкуренцию в стране, не фабриковать уголовные дела и не держать людей просто так в СИЗО.

## Критика
Московский акционизм много критикуется за то, что в центре внимания часто оказывается не социальная проблема, а сама фигура акциониста.
Сложно избавиться от ощущения, что в описаниях акцентируются те аспекты, которые помещают в центр акции героическую фигуру акциониста. Их имена выносят в заголовки газетных статей, а основной посыл остается «за кадром». «Изобразительный ряд, документирующий акцию «Не бойся», делает из Ненашевой главную героиню драмы, исключительно ее лицо или фигура на фоне прохожих появляются в интернет-изданиях (только в фейсбуке можно найти снимки с горожанами). В больших СМИ она появляется как знаменитость, чьи персональные вкусы становятся предметом обсуждения, например, в статье, посвященной ее любимым книгам». Исключение, правда, составляет акция «Тихий пикет».
Кроме того вопрос о художественной ценности перфомансов так же остается актуальным. Консерваторы считают, что акционисты лишь эпатируют публику, не привнося ничего ценного в искусство и не меняя реальной политики.
Власть также настроена против акционистов. В.В. Путин высказался неодобрительно об акции Пусси Райот «Богородица, Путина прогони». Часто за свои действия перформеры попадают под арест, в СИЗО, а то и в тюрьму. Однако, некоторые упоминают, что порой при задержании полицией художников, слова об искусстве и перфомансе служили для них «алиби» – и их отпускали.
Так же неоднократно упоминается, что многие художники работали на политические партии и даже участвовали в избирательных кампаниях.
Некоторые авторы, например, Павел Пепперштейн, критикуют идею публичности. Он писал, что «художнику предлагается роль “квазигладиатора”, чье пузырение на арене имеет целью доказать окружающей публике ее собственную публичную реальность. Такие жанры, как инсталляция, перформанс, стремительно редуцируются к элементам оформления публичных пространств. <…> Как правило, низкий и вульгарный уровень газетной критики, чьим вниманием теперь охватываются все события, происходящие в публичных арт-пространствах, и является, собственно, гарантом этой публичной телесности».
Впрочем, в защиту акционистов, следует сказать, что колоссальные политические амбиции художника могут быть реализованы только через предельно абсурдный жест. Подобного рода выступления только индексировали абсурд политики реальной, в которой было возможно всё.

## Основные действующие лица
- Мангул, Никита
- Авдей Тер-Оганьян
- Александр Бренер
- Антон Литвин
- Герман Виноградов
- Гия Ригвава
- Дарья Серенко
- Дмитрий Пименов
- Елена Ковылина
- Илья Качаев[16]
- Император ВАВА
- Катрин Ненашева
- Комар и Меламид
- Лиза Морозова
- Олег Кулик
- Олег Мавроматти
- Пётр Павленский
- Римма и Валерий Герловины
- Тимур Новиков
- Секта абсолютной любви (Олег Мавроматти, Император ВАВА, Фарид Богдалов, Дмитрий Пименов, Миша Никитин,Татьяна Никитина)
- Арт-группа «Война» (Олег Воротников, Наталья Сокол, Леонид Николаев, Алексей Плуцер-Сарно, Пётр Верзилов, Надежда Толоконникова)
- Группа «Бомбилы» (Антон Николаев, Александр Россихин)
- Группа «Коллективные действия» (Андрей Монастырский, Никита Алексеев, Николай Панитков, Георгий Кизевальтер, Игорь Макаревич, Елена Елагина, Сергей Ромашко и Сабина Хэнсген)
- Группа «Мухомор» (Владимир Кара-Мурза, Сергей Мироненко, Владимир Мироненко, Свен Гундлах, Константин Звездочетов, Алексей Каменский)
- Движение «Pussy Riot» (Надежда Толоконникова, Мария Алехина, Екатерина Самуцевич)
- Движение Э.Т.И. (Анатолий Осмоловский, Дмитрий Пименов, Григорий Гусаров, Олег Мавроматти, Антон Николаев)
- Общество Радек
- ТАНАТОС (Сергей Кусков, Александр Элмар, Энвиль Касимов, Сергей Орлов, Михаил Рошняк, Валерий Безрядин)
- ТОТАРТ (Наталья Абалакова и Анатолий Жигалов)

## Галерея

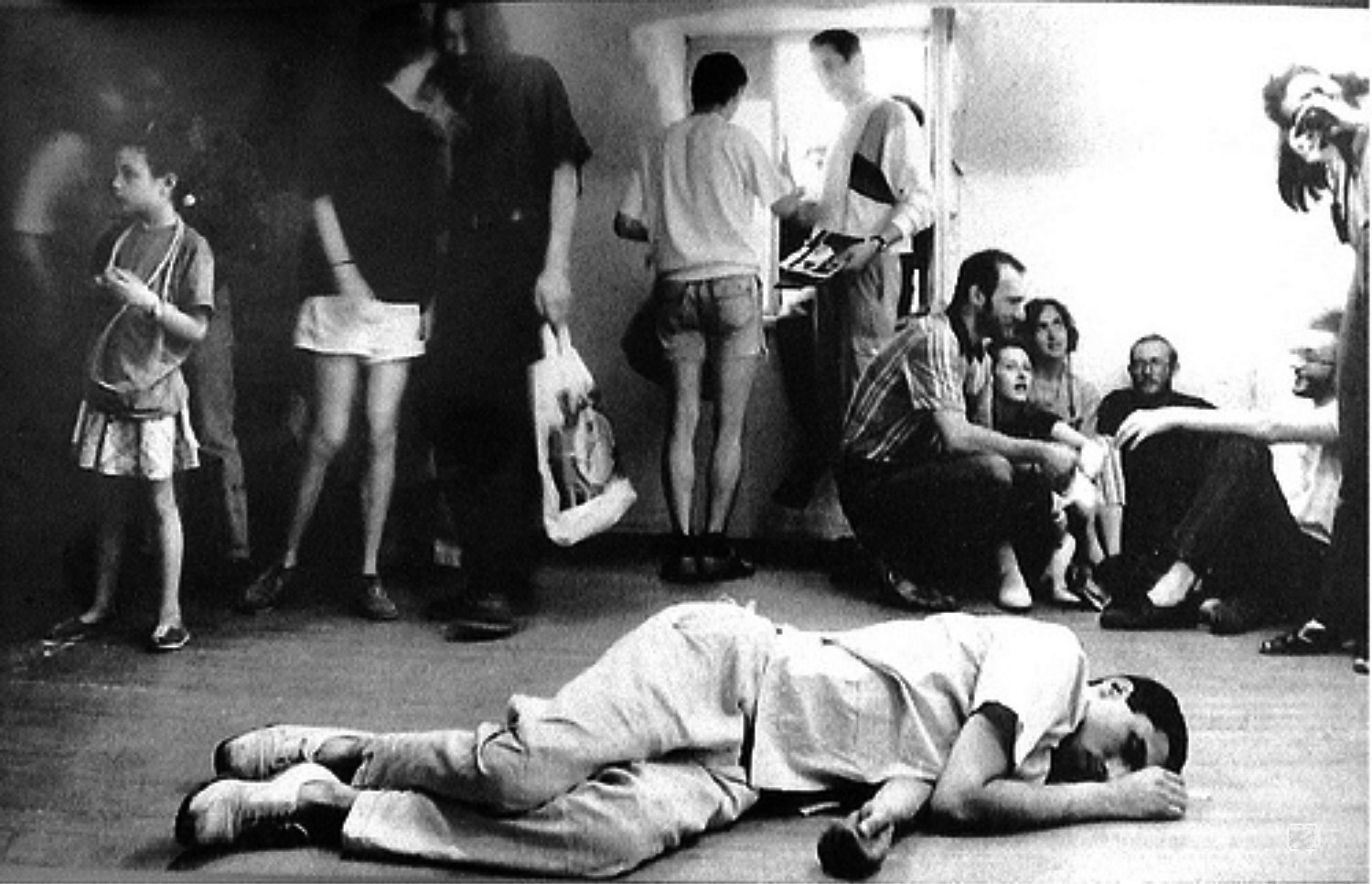
А. Тер-Оганьян, «В сторону объекта». Галерея в Трёхпрудном переулке, Москва, 1992.
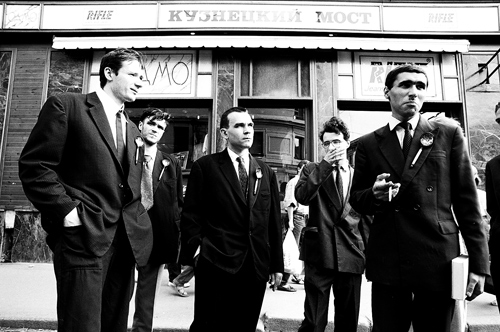
Акция «Футуристы выходят на Кузнецкий». Кузнецкий мост, Москва, 1993.
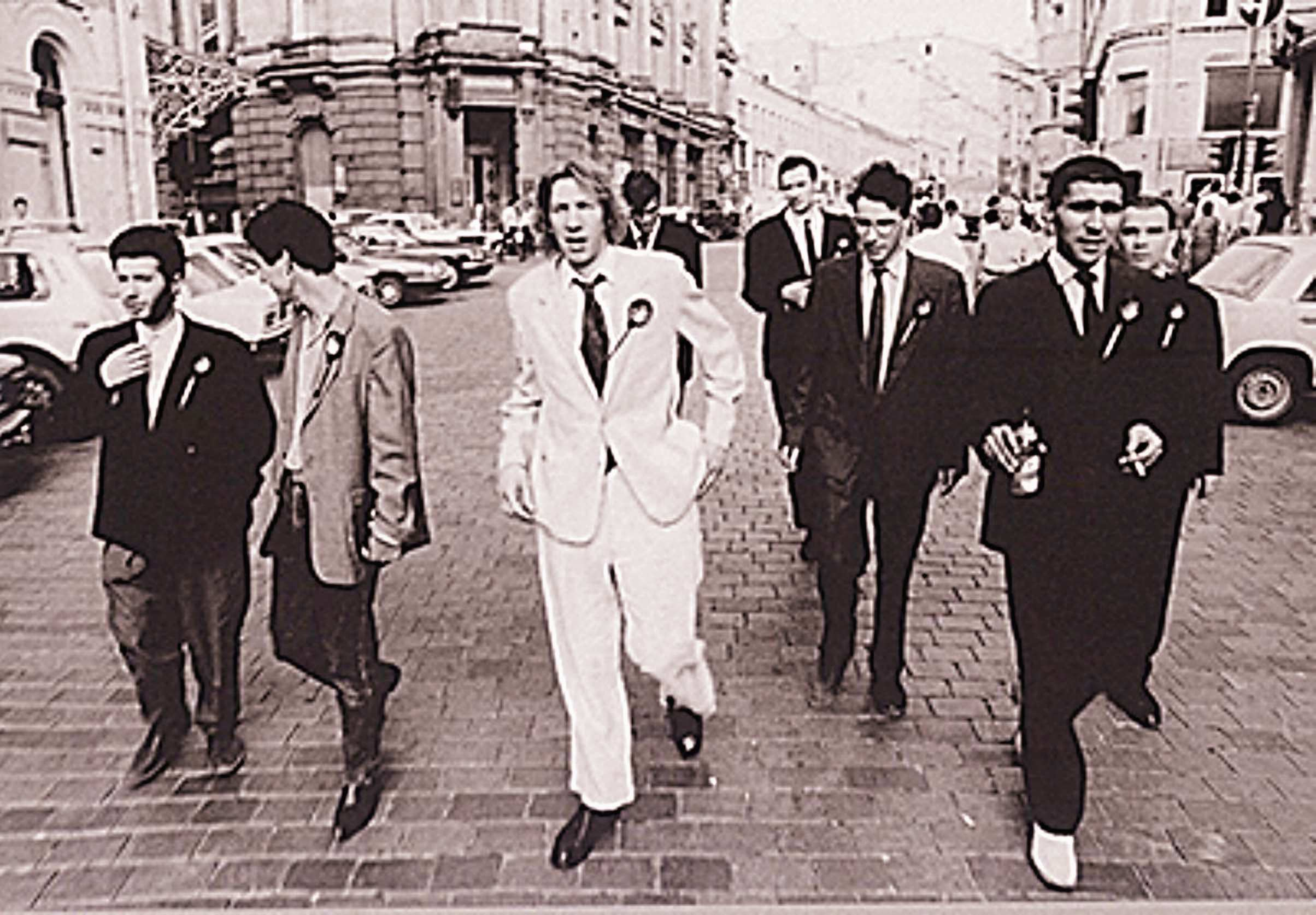
Акция «Футуристы выходят на Кузнецкий». Кузнецкий мост, Москва, 1993.
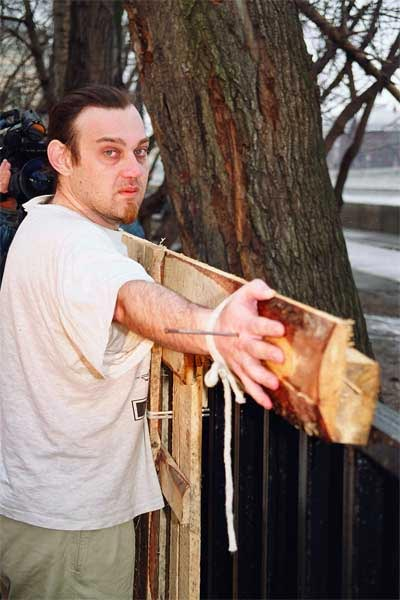
Олег Мавроматти, акция «Не верь глазам», 2001 г.